# El Calabozo, Veracruz
El Calabozo är en ort i Mexiko.   Den ligger i kommunen Juchique de Ferrer och delstaten Veracruz, i den sydöstra delen av landet, 260 km öster om huvudstaden Mexico City. El Calabozo ligger 591 meter över havet och antalet invånare är 270.
Terrängen runt El Calabozo är kuperad åt nordost, men åt sydväst är den bergig. Runt El Calabozo är det ganska tätbefolkat, med 75 invånare per kvadratkilometer. Närmaste större samhälle är Plan de las Hayas, 6,3 km söder om El Calabozo. I omgivningarna runt El Calabozo växer i huvudsak städsegrön lövskog.